# Berthold Tandler
Berthold Tandler (27 marzo 1880 – ...) è stato un sollevatore austriaco campione mondiale ed europeo che gareggiò nella categoria dei pesi massimi (oltre 80/82,5 kg.).

## Biografia
Berthold Tandler fu uno dei pionieri del sollevamento pesi moderno insieme ad alcuni suoi connazionali come Josef Grafl, Josef Steinbach e Karl Swoboda, i quali dominavano la scena della categoria dei pesi massimi negli anni precedenti la prima guerra mondiale.
Tandler era un sollevatore che non eccelleva particolarmente in nessuna prova delle serie che componevano le gare di sollevamento pesi dell'epoca ma era molto regolare in ciascuna di esse, consentendogli di ottenere ugualmente grandi risultati.
Ottenne il primo risultato importante nel 1907, vincendo la medaglia di bronzo ai Campionati europei di Vienna (12ª edizione) nella categoria “open”, cioè senza limite di peso.
Negli anni successivi riuscì a conquistare tre titoli europei nei pesi massimi insieme ad altri podi europei, e nel 1911 si laureò campione del mondo nell'edizione dei Campionati svoltasi a Dresda (17ª edizione), sfruttando anche l'assenza dei suoi due rivali connazionali Josef Grafl e Karl Swoboda. Oltre alla medaglia d'oro del 1911, Tandler ottenne anche diversi altri podi ai Campionati mondiali.
Non partecipò ad alcuna edizione dei Giochi olimpici in quanto a quell'epoca il sollevamento pesi era escluso dal programma olimpico.